# Арнеги
Арнеги (фр. Arnéguy) насеље је и општина у југозападној Француској у региону Аквитанија, у департману Атлантски Пиринеји која припада префектури Бајон.
По подацима из 2011. године у општини је живело 241 становника, а густина насељености је износила 11,36 становника/km². Општина се простире на површини од 21 km². Налази се на средњој надморској висини од 389 метара (максималној 1.410 m, а минималној 218 m).

## Демографија
| 1962. | 1968. | 1975. | 1982. | 1990. | 1999. | 2011. |
| ----- | ----- | ----- | ----- | ----- | ----- | ----- |
| 526   | 444   | 397   | 337   | 314   | 286   | 241   |

График промене броја становника у току последњих година